# Густав Голоубек
Густав Теофіль Голоубек (пол. Gustaw Teofil Holoubek; 21 квітня 1923, Краків — 6 березня 2008 Варшава) — польський театральний та фільмовий актор, режисер та директор театрів, педагог, голова Товариства польських артистів театру і фільму, член Польської академії умінь, посол сейму Польської Народної Республіки та сенатор.

## Біографія
Густав Голоубек був одинокою дитиною чеха, який оселився у Польщі після І світової війни. Його батько одружився зі вдовою з Кракова. У 1939 вступив до війська та був учасником Вересневої кампанії. Був полоненим в таборах в Магдебургу та Торуні. Звільнено його у 1940, раніше у тюрмі захворів на туберкульоз.
До 1945 року працював у газовому підприємстві у Кракові. Після війни у 1947 році закінчив навчання в Державній драматичній студії у Кракові (пізніше перетворене у Державну вищу театральну школу). Раніше вчився у І Загальноосвітньому ліцеї ім. Б. Новодворського у Кракові.

## Артистична діяльність
Голоубек дебютував у театрі 1 березня 1947 року у Старому театрі в Кракові. У роках 1949-1956 працював артистичним керівником, режисером та актором Сілезького театру в Катовицях.
У своїй кар'єрі виступав у багатьох п'єсах, фільмах, написав дві книжки отримав безліч нагород.

## Фільмографія
- 1955 — Блакитний хрест
- 1956 — Загадка старої штольні
- 1962 — Гангстери і філантропи
- 1964 — «Аватар, або заміна душ» — Бальтазар Шарбонно

## Політична і суспільна діяльність
У роках 1976 і 1980 був послом сейму Польської Народної Республіки. ПІсля введення воєнного стану у 1981 році відрікся функції посла. У роках 1989—1991 був сенатором першого скликання Республіки Польщі.